# Henning Enqvist
Henning Enqvist (né le 4 avril 1994) à Stockholm en Suède est une pilote de course automobile suèdois.

## Carrière

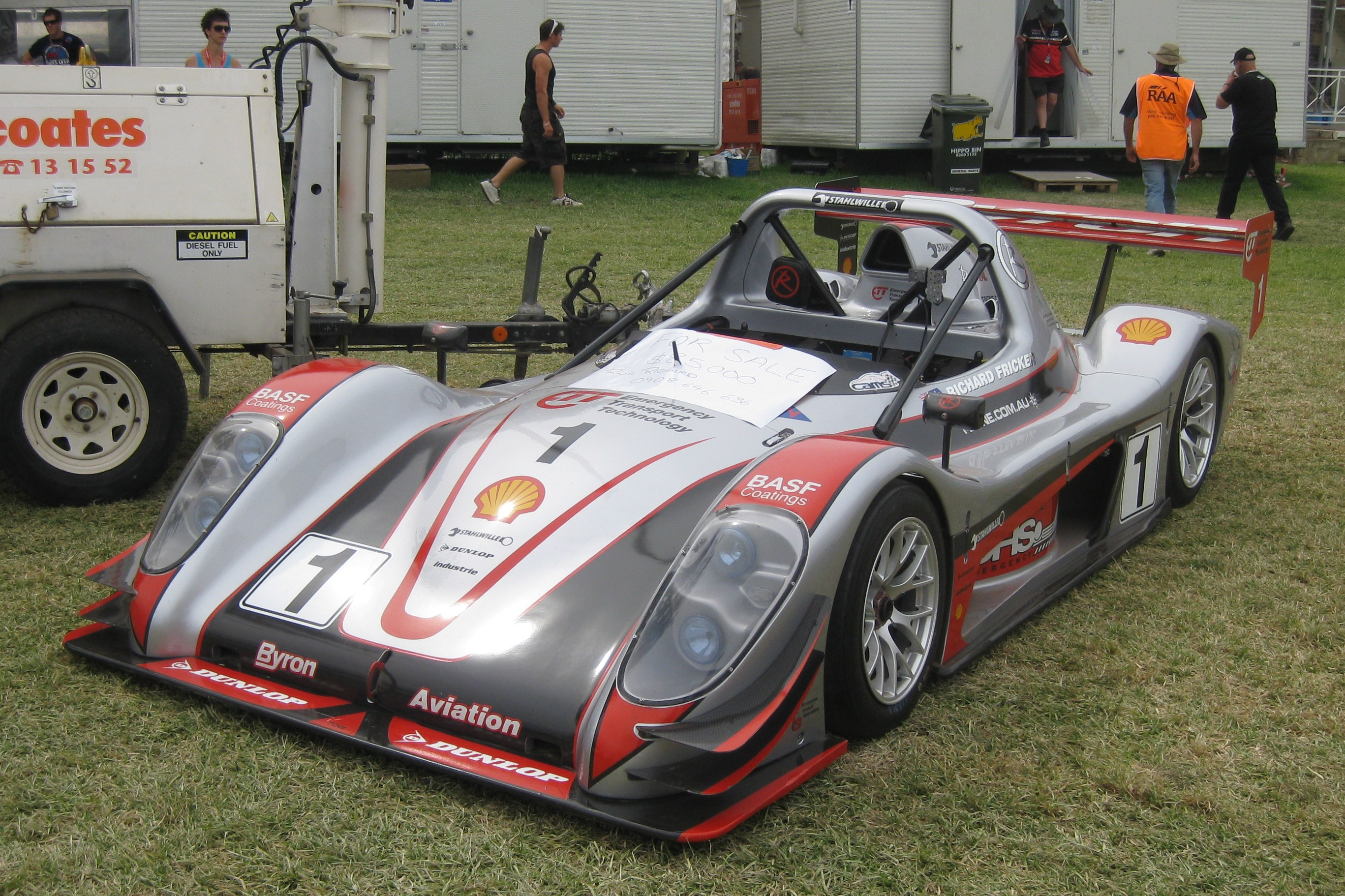
Une Radical SR3

En 2015, alors qu'Henning Enqvist était toujours à l'université, sa passion pour la course automobile pris le dessus sur ses choix académiques. Entre ses semestres d'université, il a commencé à piloter ponctuellement des Radical SR3 dans des séries scandinaves et européennes. Plus tard cette année-là, il a reçu le titre de «Junior Rockie of the year» de la Radical Cup Scandinavia après avoir réalisé le meilleur tour et obtenu une 2e lors de son premier week-end de course.
En 2016, après avoir obtenu son diplôme, ses priorités ont totalement évoluées pour passer de l'université à la course automobile. Il déménagea d'Oxford à Valence pour suivre l'académie Campos, un programme de développement à plein temps qui comprenait un coaching physique, mental, nutritionnel et technique professionnel ainsi qu'un programme de test. Durant cette saison, il eut l'opportunité de participer à une manche du championnat VdeV Endurance Series au sein de l'écurie française Duqueine Engineering.

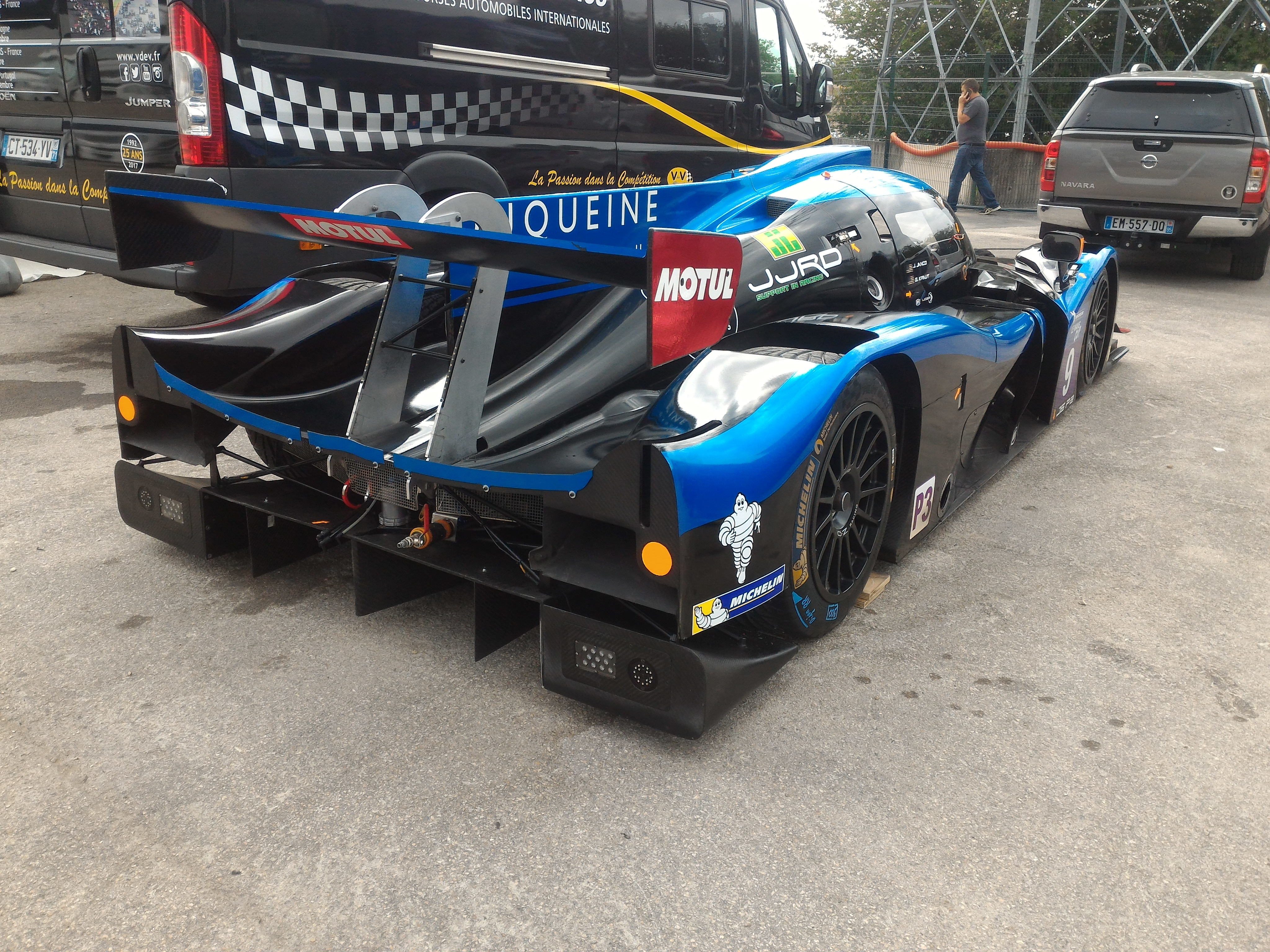
Une Ligier JS P3 de l'écurie française Duqueine Engineering lors de la manche sur le Circuit de Dijon-Prenois lors du championnat VdeV Endurance Series

En 2017, dans le prolongement de la saison précédente, Henning Enqvist a poursuivi son engagement avec l'écurie française Duqueine Engineering afin de prolonger son expérience dans le championnat VdeV Endurance Series aux mains d'une Ligier JS P3 et avec comme coéquipier le pilote suisse Antonin Borga. Pour cette première saison, il monta en 2 occasions sur le podium avec une victoire au Paul Ricard, et une troisième place à Magny-Cours. Une saison qualifiée d'exemplaire par Yann Belhomme, le team manager du Duqueine Engineering, où Henning Enqvist a progressé constamment durant toute la saison. Il a ainsi fini 6e du championnat avec 183 points à son actif.
En 2018, Henning Enqvist a poursuivi son engagement dans le championnat VdeV Endurance Series mais changea d'écurie afin de rejoindre l'écurie polonaise Team Virage afin de piloter une Ligier JS P3. Cette saison ne fût pas aussi bonne que la première et il ne monta qu'a une seule occasion sur le podium. Il a ainsi fini 9e du championnat avec 120 points à son actif. Il participa également au championnat European Le Mans Series dans le compte de plusieurs écuries. Pour les 4 Heures du Castellet, c'est pour le compte de l'écurie polonaise Inter Europol Competition qu'il participa à la compétition. Pour les 4 Heures de Monza et les 4 Heures de Silverstone, c'est pour le compte de l'écurie polonaise Team Virage qu'il participa à la compétition et pour les 4 Heures du Red Bull Ring, c'est pour le compte de l'écurie luxembourgeoise DKR Engineering qu'il participa à la compétition. À partir des 4 Heures de Spa-Francorchamps, Henning Enqvist changea une dernière fois d'écurie dans ce championnat et passa chez l'écurie russe G-Drive Racing, soutenue techniquement par Graff, et a conduit une Oreca 07.

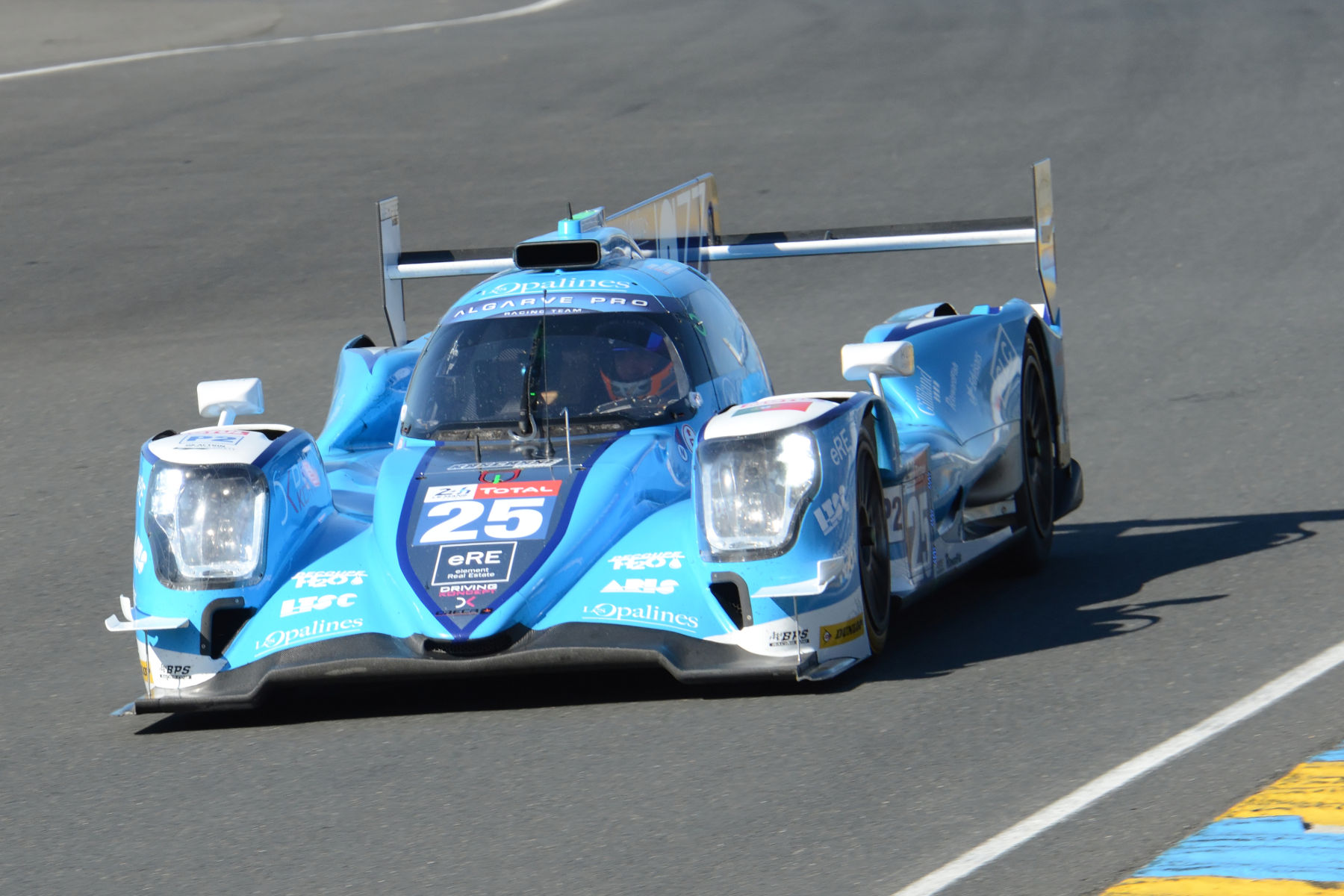
Une Oreca 07 de l'écurie portugaise Algarve Pro Racing

En 2019, Henning Enqvist s'est concentré sur le championnat European Le Mans Series. Dans la lignée des deux dernières courses de la saison précédente, il participa à ce championnat dans la catégorie LMP2 aux mains d'une Oreca 07 de l'écurie portugaise Algarve Pro Racing. Il eut comme coéquipier le pilote coréen Tacksung Kim et le pilote américain James French. Cette saison fût émaillée de quelques incidents tels qu'un accrochage lors des 4 Heures du Castellet avec la Ligier JS P217 de l'écurie française Panis-Barthez Compétition, d'une sortie de piste durant les essais des 4 Heures de Spa-Francorchamps et d'une touchette avec la Ligier JS P217 de l'écurie polonaise Inter Europol Competition lors des 4 Heures de Portimão. La voiture a néanmoins vu le drapeau à damier de toutes les courses du championnat et Henning Enqvist a ainsi fini 22e du championnat avec 4.5 points à son actif. Durant cette saison, Henning Enqvist participa également pour la première fois de sa carrière aux 24 Heures du Mans. Pour cela, il a rejoint l'écurie slovaque ARC Bratislava. Il pilota ainsi une Ligier JS P217 avec comme coéquipier le propriétaire de l'écurie Miro Konopka et le pilote russe Konstantin Tereshchenko. Cette première expérience se bouclera malheureusement par un abandon au 160e tour à la suite d'une crevaison qui engendra une sortie de route,,.
En 2020, Henning Enqvist a poursuivi son engagement dans le European Le Mans Series avec l'écurie portugaise Algarve Pro Racing en pilotant toujours une Oreca 07. Pour cette nouvelle saison, il a pu s'appuyer sur des pilotes d'expérience tels que l'ancien championnat du monde d'endurance français Loic Duval, le pilote britannique Jon Lancaster et le pilote indien Arjun Maini.

## Palmarès

### Résultats aux24 Heures du Mans
| Année | Écurie                         | Copilotes                                | Voiture        | Classe | Tours | Pos. | Class Pos. |
| ----- | ------------------------------ | ---------------------------------------- | -------------- | ------ | ----- | ---- | ---------- |
| 2019  | ARC Bratislava - Kaneko Racing | Miroslav Konôpka Konstantin Tereshchenko | Ligier JS P217 | LMP2   | 160   | Abd. | Abd.       |

### Résultats auxEuropean Le Mans Series
| Année | Ecurie                    | Châssis      | Moteur                               | Classe | 1      | 2      | 3        | 4      | 5      | 6      | Position | Points |
| ----- | ------------------------- | ------------ | ------------------------------------ | ------ | ------ | ------ | -------- | ------ | ------ | ------ | -------- | ------ |
| 2018  | Inter Europol Competition | Ligier JS P3 | Nissan VK50VE 5,0 l V8 atmosphérique | LMP3   | LEC 12 |        |          |        |        |        | 32e      | 2      |
| 2018  | Racing For Poland         | Ligier JS P3 | Nissan VK50VE 5,0 l V8 atmosphérique | LMP3   |        | MON 14 |          | SIL 15 |        |        | 32e      | 2      |
| 2018  | DKR Engineering           | Norma M30    | Nissan VK50VE 5,0 l V8 atmosphérique | LMP3   |        |        | RBR 14   |        |        |        | 32e      | 2      |
| 2018  | G-Drive Racing            | Oreca 07     | Gibson GK428 4,2 l V8 atmosphérique  | LMP2   |        |        |          |        | SPA 11 | POR 7  | 21e      | 6,25   |
| 2019  | Algarve Pro Racing        | Oreca 07     | Gibson GK428 4,2 l V8 atmosphérique  | LMP2   | LEC 12 | MON 14 | BAR 12   | SIL 9  | SPA 13 | POR 11 | 22e      | 4,5    |
| 2020  | Algarve Pro Racing        | Oreca 07     | Gibson GK428 4,2 l V8 atmosphérique  | LMP2   | LEC 6  | SPA 12 | LEC Abd. | MON 8  | POR 12 |        | 17e      | 13     |